# ファルナケス2世
ファルナケス2世（Pharnaces II, ギリシア語: Φαρνάκης, ? - 紀元前47年）は、ポントス王国、ボスポロス王国の国王（在位：紀元前63年 - 紀元前47年）。ミトリダテス6世の息子でアリアラテス9世の弟。

## 来歴
紀元前63年、父がローマの将軍グナエウス・ポンペイウスによってポントスを追われてファルナケス2世の統治するボスポロス王国に逃げ込むと、ファルナケス2世はパンティカパイオンで父を自殺に追い込み、父の遺体をポンペイウスに引き渡してローマに降伏した。これによってファルナケス2世はポンペイウスによってボスポロスとポントスの支配を承認された。
やがて、ローマでポンペイウスとガイウス・ユリウス・カエサルの間に内戦が勃発すると、父が拡大したがローマに奪われたかつての領土を奪回すべく兵を挙げたものの、紀元前47年にゼラの戦いでカエサルに敗れた（カエサルの「来た、見た、勝った」の言葉で有名）。ファルナケス2世は敗走したが、まもなく本拠地のクリミア半島で簒奪者アサンドロスにより殺害された。

## オペラの題材として
ファルナケス2世はイタリア語読みの「ファルナーチェ」の名で18世紀のオペラ・セリアに登場する。有名なものにアントニオ・ヴィヴァルディのオペラ『ファルナーチェ』（1724年）がある。また、ヴォルフガング・アマデウス・モーツァルトのオペラ『ポントの王ミトリダーテ』（1770年）の主要な登場人物でもある。